# Zet Dance
ZET Dance – muzyczny program emitowany w latach 2005–2010, 2015–2017 i od września 2019 aż do 1 września 2023 roku, kiedy to Radio ZET zmieniło swoją ramówkę. 
W programie przeważała muzyka taneczna i pop. Emitowane były utwory współczesne, jak i te sprzed kilkunastu lat, dopasowane do formuły programu.
Radio Zet wydało pięć składanek pod tytułem ZET Dance.
Ostatnim prowadzącym audycję był Adrian Nowak, który przeszedł do należącego do tej samej grupy medialnej Meloradia.

## Emisja
Od 2 października 2006 do 14 lutego 2008 audycja była emitowana od poniedziałku do piątku między 18.00 a 20.00, w soboty zaś między 18.00 a północą. Od lipca do września 2015 roku nadawane było w piątki i soboty od 21:00 do 2:00. Od września 2015 do września 2016 audycja była nadawana w soboty od 20:00 do północy. We wrześniu 2016 roku zmieniono nazwę tego pasma na Party ZET, a jesienią wydłużono je do 1:00. Emisję programu zakończono pod koniec czerwca 2017, a przywrócono we wrześniu 2019 (ZET Party). Od kwietnia 2022 do sierpnia 2023 program nadawany był w godzinach 20:00-2:00 i był ponownie nadawany jako ZET Dance. We wrześniu 2023 roku program zmienił nazwę na PartyZETka. Nadawany jest w soboty od 20:00 do północy.

## Prowadzący
Wśród gospodarzy programu byli Przemysław Cacak, Justyna Dżbik-Kluge, Marcin Łukasik i Mateusz Ptaszyński. Od września 2019 do sierpnia 2021 prowadzony przez Marcina Wojciechowskiego, a od września 2021 do września 2023 przez Adriana Nowaka. Od września 2023 roku program jest prowadzony przez wszystkich prezenterów Radia ZET (na zmianę co tydzień).

## Trivia
28 stycznia 2006 pasmo zostało zdjęte z anteny po 38 minutach od startu, z powodu katastrofy budowlanej na Śląsku. Od 21 listopada do 25 listopada 2006 nie było programu, z powodu katastrofy górniczej w kopalni Halemba.
Od 23 lipca do 25 lipca 2007 stacja nie wyemitowała pasma, z powodu wypadku drogowego pod Grenoble.